# XIII интербригада имени Ярослава Домбровского

Знамя 13-й интербригады имени Домбровского

XIII Интернациональная бригада имени Я. Домбровского (исп. XIII Brigada Internacional, пол. XIII Brygada Międzynarodowa im. Jarosława Dąbrowskiego)— воинская часть, составленная в основном из поляков и граждан Польши, участвовавшая в гражданской войне в Испании на стороне республиканских войск против мятежников генерала Франко. Фактически, как и большинство остальных интербригад, была организована Коминтерном. Получила испанскую награду за доблесть.
Всего на стороне республиканцев воевало в 1936—1939 годах около 5 тысяч поляков и граждан довоенной Польши.
В соответствии с законом о гражданстве 1920 года, который запрещал гражданам Польской Республики службу в иностранных армиях без позволения польских властей, добровольцы автоматически утрачивали польское гражданство в момент вступления в Бригаду. 11 декабря 1936 года в «Мониторе Польском» было опубликовано официальное предупреждение польских властей, грозящее лишением польского гражданства принимающим участие в войне в Испании. Распоряжение министра внутренних дел ПР от 26 февраля 1938 года распространило действие этого правила на всех поляков воюющих в Испании.

## История

### Первые польские подразделения
19 июля 1936 года группа поляков — политических эмигрантов живущих в Испании, а также участников международной рабочей спартакиады в Барселоне, вступила в республиканскую милицию и вместе с центурией (ротой) им. Эрнста Тельмана отправилась на арагонский фронт.
28 августа 9 польских шахтёров из Франции приняли участие в обороне баскского города Ирун. Когда его защитники были вынуждены отступить из-за большого перевеса со стороны фашистов и нехватки амуниции, поляки перешли французскую границу, позже они вернулись в Испанию.
В Барселоне группа поляков прибывшая из Парижа, в составе которой были Станислав Матущак, Станислав «Болек» Улановский и Антоний Коханек, 8 сентября 1936 года создали пулемётный взвод им. генерала Я. Домбровского, в составе 36-ти человек, вошедший в т. н. «колонну Либертад». С 11 сентября это подразделение воевало на фронте, сначала под Талаверой, участвовала в контратаке на Пелаустан и отметилась в обороне Оссовских холмов. 6 октября 1936 колонна была вынуждена отступить в направлении Мадрида, а затем была окружена частями франкистов. Часть отряда, которой удалось выйти из окружения, в дальнейшем принимала участие в обороне Мадрида, под Брунете и Эль-Эскориалом.
Некоторое число поляков и польских французов[уточнить] воевали с самого начала войны в составе анархистской милиции CNT-FAI. По видимому ряд из них принимали участие в подавлении профашистского бунта гарнизона Барселоны.

### Батальон им. Я.Домбровского

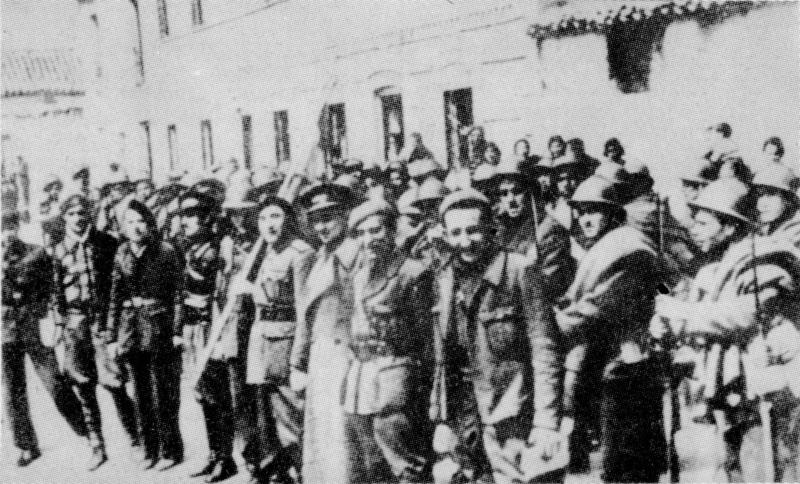
Батальон Домбровского после битвы при Гвадалахаре

Когда 22 октября 1936 года правительство Испанской Республики приняло решение о создании Интернациональных Бригад, в Испании находилось уже приблизительно 100 поляков, готовых воевать с франкистами. Большинство из них были рабочими и эмигрантами, живущими во Франции, Бельгии и Палестине. Среди них были также и представители радикальной интеллигенции. Созданный 24 октября 1936 года батальон им. Я.Домбровского был одним из первых международных подразделений. Он вошёл в состав XI Интербригады, сразу-же отправленной на оборону Мадрида. Командиром батальона стал Станислав «Болек» Улановский, а политическим комиссаром Станислав Матущак. Вооружение батальона состояло из старых мексиканских винтовок, 4 пулемётов «Максим» и гранат собственного производства, изготовленных из консервных банок. 4 ноября батальон послан в Мадрид, куда и прибыл 8 ноября. Входил в состав XI интербригады.
В Мадриде воевал в районе Сьюдад Университария, над рекой Мансанарес, в районе Французского моста. Во время этих боёв батальон понёс большие потери и был отведён на переформирование.
29 ноября 1936 года батальон был включён в состав XIII бригады под командованием венгерского еврея генерала Лукача.
28 декабря батальон был переведён под Гвадалахару, с заданием занять важный узел дорог Мадрид—Сарагоса и Мадрид—Сигуэнса, с целью отсечения войск франкистов, воюющих под Мадридом, от баз снабжения. 2 января 1937 батальон занял указанный узел дорог, но в атаке получил смертельное ранение командир батальона Антоний Коханек. Его преемником стал Виктор Кузницкий «Павел Склинярж». 8—11 января 1937 года батальон воевал на фронте под Маядахондом, а затем был отведён в тыл, где принял пополнение.
7 февраля 1937 года батальон был передислоцирован в Арганду, где занял позиции в районе моста на реке Харама — центральный объект атак франкистов в их попытке наступать на Мадрид с юга. Несмотря на значительные потери, все атаки противника были отбиты.
С 10 марта батальон воевал под Гвадалахарой против итальянского экспедиционного корпуса и 18 марта, совместно с другими подразделениями, взяли город Бриуэгу. В апреле 1937 снова воевал на Яраме в районе Мората-де-Тахуния и в Каса-дель-Кампо. Затем был отведён на отдых. 1 мая 1937 года получил присланное Компартией Польши знамя из рук Густава «Рвала» Рейхера. В конце мая 1937 года, вместе с частями генерала Лукача был послан на фронт под Уэску, где 11-16 июня принял участие в неудачном наступлении республиканских войск, понеся огромные потери.
В мае, в составе XII интербригады, участвовали в атаке на Святилище Богоматери Кабезской в Сьерра-Морена, где совершили жестокие преступления против мирного населения и духовенства.

### Польская бригада
23 июня 1937 года батальон им. генерала Я.Домбровского был развёрнут в 150-ю бригаду, командование которой принял испанец Фернандо Герраси и Мехулан, а политическим комиссаром стал Станислав Матущак. В состав бригады вошли батальоны:
- польский им. генерала Я.Домбровского
- венгерский им. Матьяша Ракоши
- французско-бельгийский им. Андре Марти
- батальон им. Хосе Палафокса.

Батальон Палафокса кроме польской и испанской рот, включал в себя украинскую роту им. Тараса Шевченко и еврейскую роту им. Нафтали Ботвина.
В июле бригада сражалась под Брунете, в августе на арагонском фронте.
В августе 1937 в состав бригады была включена польская рота им. Адама Мицкевича, которая с начала 1937 воевала в составе 9-го батальона им. Чапаева под Теруэлем, в обороне Альмерии, под Гранадой и Кордовой, а затем и в Брунетской операции. Рота была включена в батальон Палафокса, в качестве 1-й роты батальона.
8 августа 1937 года 150-я бригада была переименована в XIII интернациональную бригаду им. Я.Домбровского, а рота им. А.Мицкевича была выведена из состава батальона Палафокса, и развёрнута в 3-й польский батальон им. А.Мицкевича. В конце августа бригада воевала под Сарагосой, где отличилась смелой атакой на Вильямор де Гальего.
12—18 октября 1937 года воевала под Фуэнтес-де-Эбро, а в декабре на участке Тардьента-Сиера в горном Арагоне, с целью отвоевывания Теруэля, что позволило 24 декабря занять город.
В феврале 1938 года бригада приняла участие в наступлении республиканских войск в Экстрамадуре. 16 февраля бригада начала бои за горный хребет Сьерра-Кемада, вгрызаясь в позиции фашистов и прорвав их оборону. Однако контратака франкистов привела к отходу поляков и уничтожению части бригады. В начале марта бригада передислоцирована на арагонский фронт, где приняла участие в оборонительных боях в составе 35-й международной дивизии, под командованием польского генерала «Вальтера».
21 июля 1938 года бригада заняла позиции над рекой Эбро, где командование республиканской армии готовило контрнаступление, с целью остановить продвижение войск франкистов (Битва на Эбро). 25 июля бригада форсировала Эбро, глубоко вклинилась в позиции франкистов, и продвинулась под Гандесу, где затем вела двухмесячные бои. Действия поляков над Эбро были высоко оценены. Бригада получила высшую республиканскую военную награду «Medalla del Valor».

### Роспуск интербригад и их воссоздание

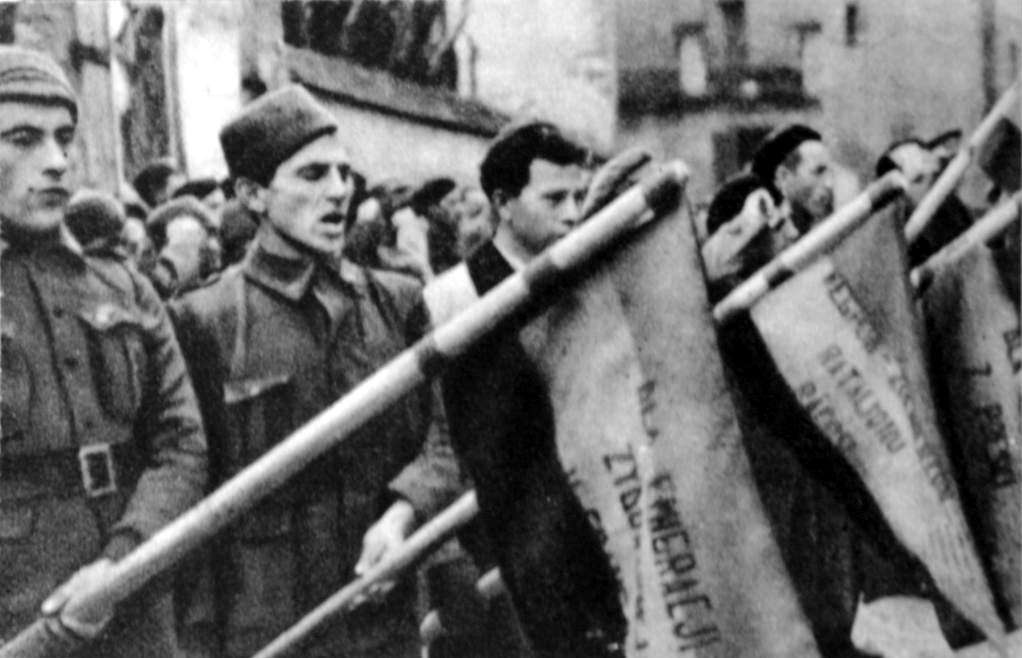
Дамбровщики во время прощального парада в Барселоне.

Ещё в мае Лондонский комитет по невмешательству принял решение о выводе всех иностранных частей из Испании, как с республиканской, так и с франкистской стороны. Решение явно было в пользу мятежников, так как было понятно, что ни Германия ни Италия не выведут свои подразделения.
21 сентября на сессии Лиги наций глава республиканского правительства Негрин объявил о том, что его правительство приняло решение «о немедленном и полном отзыве всех бойцов неиспанцев, которые участвуют в борьбе в Испании на стороне правительства»
24 сентября 1938 года правительство Испанской Республики, под давлением Лиги Наций, вывела интернациональные подразделения с линии фронта, а в октябре 1938 расформировала их и демобилизовало личный состав.
28 октября в Барселоне состоялись торжественный парад-прощание с бойцами интернациональных бригад. Воинов-интернационалистов пришли проводить более 200 тыс. жителей Барселоны и её окрестностей. По одной из улиц города — Диагонали — прошли специально сформированные части интернационалистов, представлявших каждую интербригаду и интерсоединение. Бойцы и офицеры, шли без оружия под прославленными знаменами своих частей. Их приветствовали глава правительства Негрин, лидеры народного фронта. Выступая перед ними, Ибаррури заявила: «Вы можете быть уверены, что воспоминания о вас будут вечно жить в наших сердцах… Пока существует Испания, будет жить в нас память об интернациональных бригадах».
23 декабря 1938 г. франкистские войска развернули генеральное наступление на Каталонию. В середине января 1939 г. они сломили сопротивление республиканцев и началось отступление частей республиканской армии к французской границе. Встала задача спасения почти 6 тыс. интернационалистов, не успевших покинуть Испанию. Секретариат ИККИ дал командованию директиву, о чем Димитров сообщал Сталину, «принять меры для бесшумного восстановления интербригад»
В январе 1939 года бригада была восстановлена и 24 января отправлена на каталонский фронт, где провоевала ещё две недели. 9 февраля 1939 года солдаты польской бригады, вместе с воинами других интернациональных частей, пересекли французскую границу и были интернированы во Франции.

Всех объединяла большая, самая высокая и революционная цель — вооружённая борьба с фашизмом, и ради неё немцы, итальянцы, поляки, евреи, представители национальностей всего мира до негров, японцев и китайцев включительно умели договориться между собой, находили общий язык, терпели равные невзгоды, жертвовали одной жизнью, умирали героями, были преисполнены одной и той же ненавистью к общему врагу— Российский государственный военный архив. ф. 35082, оп. 1, д. 95, л. 46.

### Участие поляков в гражданской войне в других подразделениях

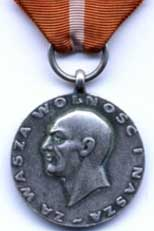
Медаль «За вашу и нашу Свободу».

Кроме поляков воевавших в XIII интербригаде, были также созданы польские артиллерийские батареи: им. Валерия Врублевского (создана 16 декабря 1937) и им. Бартоша Гловацкого (создана в июле 1937), которые входили в состав 1-го интернационального славянского дивизиона тяжёлой артиллерии. Также поляки воевали в батарее артиллерии ПВО им. Карла Либкнехта, занимали должности командиров и комиссаров в 129-й интербригаде, 35-й и 45-й дивизиях, а также в ряде других подразделений республиканской армии.

## Память
Во время Второй мировой войны большая часть дамбровчиков вступили в антифашистские партизанские отряды или воевали на фронтах. Одним из организаторов первых боевых групп в Варшавском гетто был капитан интербригады, комиссар Пинкус Картин.
«Испанцы» организовывали подпольные отряды, из которых потом родилась Гвардия Людова.
«Испанец» Кароль Сверчевский с ПНР стал зам.министра обороны (погиб в стычке с отрядом УПА). Один из последних командиров бригады, Генрик Торуньчик, после войны возглавил Специальный батальон, из которого потом вырос Корпус внутренней безопасности. Гжегож Корчинский был заместителем министра общественной безопасности (1946-48), потом министра национальной обороны (1965-71), один из ответственных за подавление рабочего движения в Поморье в декабре 1970. Мендель Косой «Вацлав Комар» в 1950-х руководил объединённой службой гражданской и военной разведки Польши. Давид Карон был одним из создателей и первым командиром военной разведки Израиля.
18 октября 1956 года Государственный совет ПНР учредил медаль «За вашу и нашу Свободу». Медаль предназначалась для награждения польских добровольцев — бойцов интернациональных бригад, сражавшихся в период Гражданской войны в Испании в 1936—1939 годах на стороне республиканцев.
В ПНР в честь бойцов и командиров бригады было названо большое количество улиц, но все они были переименованы после падения коммунизма.
Во Львове, в память о комиссаре украинской роты им. Т.Шевченко XIII интербригады, погибшем в битве на Эбро, Юрии Великановиче был установлен памятник (разрушен в 2017 году), а одна из улиц получила его имя (переименована после обретения независимости в 1991-м году).
В 1996 году, в честь 60-летия с начала Гражданской войны, все ветераны интербригад, и среди них и дамбровчики, получили почётное испанское гражданство

## Командиры батальона (до 16 апреля 1937) и бригады
- Станислав «Болек» Улановский (24 октября — 20 ноября 1936)
- «Андре» † (француз) (20 ноября 1936, погиб)
- Виктор Кузницкий «Павел Склинярж» (20 ноября 1936)
- Фердинанд Козовский «Петров» (болгарин) (20 — 21 ноября 1936)
- Антоний Коханек (21 — 26 ноября 1936)
- Виктор Кузницкий «Павел Склинярж» (26 ноября — 30 декабря 1936)
- Антоний Коханек † (30 декабря 1936 — 2 января 1937, погиб)
- Виктор Кузницкий «Павел Склинярж» (2 января — 13 февраля 1937)
- Юзеф Стрельчик «Ян Барвинский» (13 февраля — 23 июня 1937)
- Фернандо Герраси-и-Мехулан (испанец) (23 июня — 15 июля 1937)
- Юзеф Стрельчик «Ян Барвинский» (15 июля 1937 — 28 марта 1938)
- Михаил Хватов «Харченко» (украинец) (28 марта — 30 августа 1938)
- Болеслав Молоец «Эдвард» (30 августа — 24 сентября 1938)
- Генрик Торунчик (24 — 27 января 1939)
- Михаил Шальваи «Чапаев» (венгр) (27 января — 9 февраля 1939)

## Пресса бригады
Польскими участниками Гражданской войны издавался ряд периодических изданий (в основном на польском языке):
- «Dąbrowszczak» — газета батальона им. Я.Домбровского, позднее орган всей бригады до появления «Ochotnik Wolności».
- «Bartoszak» — издание батареи им. Б.Гловацкого.
- «Naprzód» — издание батальона Палафокса.
- «Żołnierz Wolności» — издание батальона им. А.Мицкевича.
- «Ochotnik Wolności» (исп. El Voluntario de la Libertad) — официальный орган XIII интербригады им. Я.Домбровского.
- «Ботвин (идиш באטווין‎)» — издание роты им. Нафтали Ботвина[13].
- «Gazeta Scienna» — фронтовая газета пулемётной роты 13 бригады имени Домбровского.
- «Asalto» — бюллетень спецроты 13 бригады имени Домбровского[14].
- «Боротьба» —  газета роты им. Тараса Шевченко[15].